# 増田玲
増田 玲（ますだ れい、1968年 - ）は、日本の写真評論家、写真史家である。東京国立近代美術館美術課主任研究員。

## 経歴
兵庫県神戸市出身。1990年、筑波大学第二学群比較文化学類卒業。1992年、筑波大学大学院地域研究研究科修士課程修了、修士（国際学）取得。東京国立近代美術館学芸員となった。今までに「奈良原一高展」「トーマス・ルフ展」などを企画している
その後も各種写真展の企画を行っている。

## 企画した主要な展覧会
- 東京国立近代美術館と写真 1953-1995（東京国立近代美術館フィルムセンター、1995年）
- 石元泰博展 現在の記憶（東京国立近代美術館、1996年）
- 東松照明写真展 インターフェイス（東京国立近代美術館、1996年）
- モダニズムの光跡 恩地孝四郎・椎原治・瑛九（東京国立近代美術館フィルムセンター7階展示室、1997年）
- アルフレッド・スティーグリッツと野島康三（東京国立近代美術館、1997年）
- 大辻清司写真実験室展（東京国立近代美術館、1999年）
- 木村伊兵衛（東京国立近代美術館ギャラリー4、2004年）
- ドイツ写真の現在――かわりゆく「現実」と向かいあうために（東京国立近代美術館、2005年）
- アウグスト・ザンダー（東京国立近代美術館ギャラリー4、2005年）
- アンリ・カルティエ＝ブレッソン : 知られざる全貌（東京国立近代美術館、2007年）
- 高梨豊 光のフィールドノート展（東京国立近代美術館、2009年）
- 奈良原一高展
- トーマス・ルフ展

## 主要編著書
- 写真の歴史（ナオミ ローゼンブラム、美術出版社、1998年）日本語版監修・飯沢耕太郎、翻訳・大日方欣一+森山朋絵+増田玲+井口壽乃+浅沼敬子
- カラー版 世界写真史（飯沢耕太郎監修、美術出版社、2004年）、執筆・飯沢耕太郎+大日方欣一+深川雅文+井口壽乃+増田玲+倉石信乃+森山朋絵
- 大辻清司 写真集成（国書刊行会、2024年7月、編著）、執筆・畠山直哉＋レーナ・フリッチュ

## 執筆論文・執筆記事
- 末尾記載の展覧会にちなんで、レオ・ルビンファイン（Leo Rubinfien）の写真作品（『傷ついた街』（2005年）より）についての解説記事（2011年9月6日読売新聞夕刊・「ぎゃらりいモール」に掲載）東京国立近代美術館のページ（関連展覧会：レオ･ルビンファイン　傷ついた街、東京国立近代美術館 ギャラリー４、2011年8月12日(金)～10月23日(日)）